# 1202 en santé et médecine
| Années de la santé et de la médecine : 1199 - 1200 - 1201 - 1202 - 1203 - 1204 - 1205    |
| Décennies de la santé et de la médecine : 1170 - 1180 - 1190 - 1200 - 1210 - 1220 - 1230 |

Cet article présente les faits marquants de l'année 1202 en santé et médecine.

## Événements

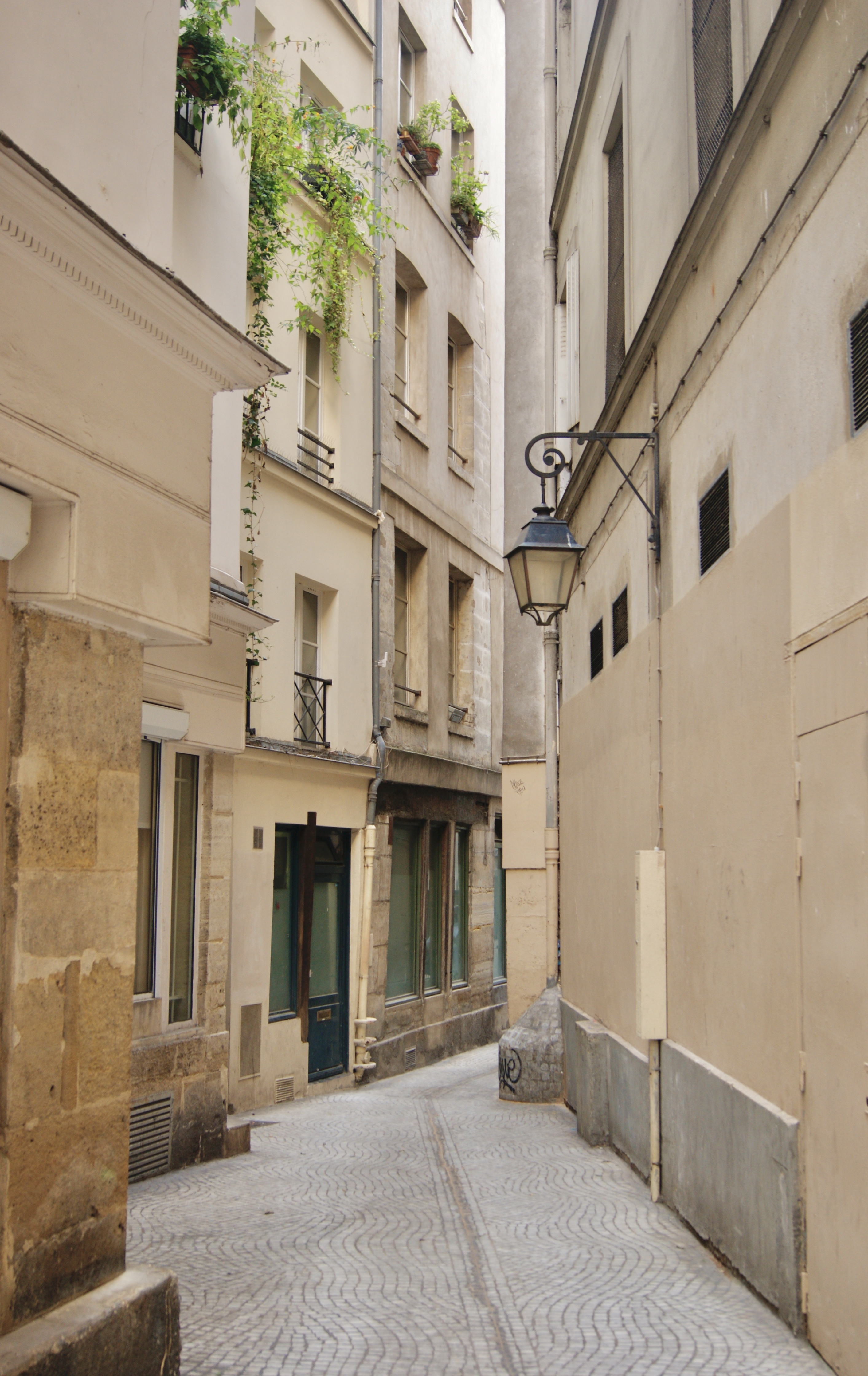
Passage de la Trinité
qui menait à l'ancien hôpital

- 6 mai : fondation d'un hospice au col du Mont-Genèvre, dans les Alpes, par Béatrice Ire, dauphine de Viennois[1].
- Première mention, à Calne, dans le Wiltshire en Angleterre, d'un hôpital placé sous l'invocation de saint Jean-Baptiste et de saint Antoine[2].
- Fondation au Rœulx, en Hainaut, par Baudoin, bailli de la ville, de l'hôpital Saint-Jacques, voué à l'origine à l'accueil des pèlerins, mais qui recevra par la suite les pauvres et les malades[3].
- Création d'une aumônerie à Pouzauges, en Vendée[4].
- Construction d'un hôtel-Dieu à l'intérieur des remparts de Falaise, en remplacement de l'ancien hospice que de nombreux sièges ont contraint de laisser à l'abandon[5].
- Première mention de l'hôpital Saint-Antoine, dit « de la Cadoule », du nom de la rivière qui le traverse, dans le Languedoc, sur le territoire actuel de la commune de Vendargues[6].
- Ouverture, à Paris, de l'hôpital de la Croix-de-la-Reine, qui deviendra hôpital de la Trinité en 1207 puis, en 1545, hospice des Enfants-Bleus, voué à l'accueil des orphelins[7].
- La « peste du Levant » se répand en Syrie[8],[9] et en Dalmatie[8],[9].

## Publication
- Le médecin juif Moussa Ibn Amrani collationne le Canon d'Avicenne[10].

## Décès
- Aboul Nedjem (né à une date inconnue), médecin chrétien de Saladin, mort à Damas[11].
- Ibn El Marestanya (né à une date inconnue), médecin arabe, « attaché à l'hôpital El Adhedy, dont il composa l'histoire[12] ».
- 1202 ou 1203 : Yuthok Yonten Gonpo le Jeune (né en 1112 ou 1126), descendant de Yuthok Yonten Gonpo l'Ancien, médecin, de ceux qui ont remanié ou enrichi les Quatre tantras médicaux, ouvrage fondamental de la médecine traditionnelle du Tibet[13],[14].
- 1202 ou 1224[15] : Aboul Fadl El Mohandes (né vers 1132 ?), astronome et médecin arabe, mort à Damas[16].